# Мур, Оуэн
Оуэн Мур (англ. Owen Moore; 12 декабря 1886 — 9 июня 1939) — американский актёр кино ирландского происхождения. За время своей карьеры в кино с 1908 по 1937 год снялся в 279 фильмах.

## Жизнь и карьера
Оуэн Мур родился в Fordstown Crossroads графство Мит, Ирландия. Вместе с родителями Джоном и Роуз Анной Мур, братьями Томом, Мэттом, Джо (1895—1926), и сестрой Марии (1890—1919), эмигрировал в Соединенные Штаты, куда прибыли на борту парохода в «Anchoria» и прошел проверку на острове Эллис в мае 1896 года. Семья поселилась в Толедо, штат Огайо; Мур и его братья и сестры начали успешную карьеру в кино в Голливуде, штат Калифорния.
Работая на кинокомпании Дэвида Гриффита «Байограф», Мур встретил молодую канадскую актрису Глэдис Смит, на которой женился 7 января 1911 года. Их брак держится в секрете сначала из-за сильного противодействия её матери. Тем не менее, Глэдис Мур вскоре затмила мужа под своим сценическим именем Мэри Пикфорд. В 1912 году он подписал контракт с кинокомпанией «Victor Studios», и снялся в главных ролях в нескольких фильмах с ведущей актрисой компании и одновременно её совладелицей Флоренс Лоуренс.
Мэри Пикфорд покинула «Biograph Studios» и начала сотрудничать с кинокомпанией «Independent Moving Pictures» (IMP), чтобы заменить главную звезду компании, канадскую подругу Пикфорд, Флоренс Лоуренс. Карл Леммле владелец «IMP», которая вскоре слилась с «Universal Studios», согласился принять на работу также мужа, Оуэна Мура. Это унижение, вместе со взлетом жены к славе, кардинально повлияло на Мура, он стал злоупотреблять алкоголем, начал избивать Пикфорд. В 1916 году Пикфорд встретила актёра Дугласа Фэрбенкса, Пикфорд подала на развод с Муром, и согласилась на его требование о выплате 100 000 $ компенсации. Пикфорд и Фэрбенкс поженились всего несколькими днями позже в 1920 году.
Появившись в ряде успешных фильмов Льюиса Селзника, в конце 1910-х и в начале 1920—х годов, Мур был популярной звездой в «Selznick Pictures» вместе с Олив Томас, Элейн Хаммерстайн, Юджином О’Брайеном и Конвей Тиэрл. Он также появился в фильмах его собственного производства компании, а также компаний Goldwyn и Triangle.
Мур женился во второй раз на актрисе немого кино Кэтрин Перри в 1921 году. С появлением звукового кино, карьера Мура пошла на убыль, и он играл в основном второстепенные роли. Он сыграл третьего поклонника героини Мэй Уэст, наряду с Кэри Грантом и Ноем Бири (старшим) в фильме «Она обошлась с ним нечестно», самой прибыльной картине «Paramount» 1933 года. Завершил карьеру в 1937 году небольшой ролью в фильме «Звезда родилась» с Джанет Гейнор и Фредриком Марчем в главных ролях.

## Смерть
После нескольких лет борьбы с алкоголизмом Оуэн Мур умер в Беверли-Хиллз, Калифорния от сердечного приступа и был похоронен на кладбище Голгофа в Восточном Лос-Анджелесе, штат Калифорния.

## Память
- За вклад в киноиндустрию Оуэн Мур удостоен звезды на голливудской «Аллее славы» на Голливудском бульваре 6727.

## Избранная фильмография
| Год  |     | Русское название               | Оригинальное название          | Роль                         |
| ---- | --- | ------------------------------ | ------------------------------ | ---------------------------- |
| 1909 | кор | Прусский шпион                 | The Prussian Spy               | шпион                        |
| 1909 | кор | Мать его жены                  | His Wife’s Mother              | владелец ресторана           |
| 1909 | кор | Месть шута                     | A Fool’s Revenge               | герцог                       |
| 1909 | кор | Авантюра леди Хелен            | Lady Helen’s Escapade          | друг                         |
| 1909 | кор | Одинокая вилла                 | The Lonely Villa               | грабитель                    |
| 1909 | кор | Милочка                        | The Little Darling             | человек в пансионате         |
| 1909 | кор | Гессенские изменники           | The Hessian Renegades          | посланник колониальной армии |
| 1909 | кор | Пиппа приходит                 | Pippa Passes                   | Сибальд                      |
| 1909 | кор | Уход за гадюкой                | Nursing a Viper                | убегающий аристократ         |
| 1909 | кор | Взгляд краснокожего            | The Red Man’s View             | Серебряный Орёл              |
| 1909 | кор | В маленькой Италии             | In Little Italy                | человек на балу              |
| 1910 | кор | На границе штатов              | In the Border States           | н/д                          |
| 1910 | кор | Серьёзные шестнадцатилетние    | Serious Sixteen                | н/д                          |
| 1911 | кор | Их первая размолвка            | Their First Misunderstanding   | Том Оуэн                     |
| 1913 | кор | Так бежит дорога               | So Runs the Way                | н/д                          |
| 1914 | ф   | Битва полов                    | The Battle of the Sexes        | любовник Клео                |
| 1914 | ф   | Дом, милый дом                 | Home, Sweet Home               | соблазнитель                 |
| 1914 | ф   | Побег                          | The Escape                     | доктор фон Эйден             |
| 1914 | ф   | Золушка                        | Cinderella                     | прекрасный принц             |
| 1915 | кор | Маленький учитель              | The Little Teacher             | жених учительницы            |
| 1919 | ф   | Джим с Пиккадилли              | Piccadilly Jim                 | Джимми Крокер                |
| 1922 | ф   | О, Мейбл, веди себя прилично   | Oh, Mabel Behave               | Рэндольф Роаноук             |
| 1923 | ф   | Голливуд                       | Hollywood                      | в роли самого себя           |
| 1926 | ф   | Дрозд                          | The Blackbird                  | Бертрам Глейд                |
| 1926 | ф   | Дорога на Мандалай             | The Road to Mandalay           | адмирал                      |
| 1927 | ф   | Красная мельница               | The Red Mill                   | Деннис                       |
| 1927 | ф   | Платные танцовщицы             | The Taxi Dancer                | Ли Роджерс                   |
| 1927 | ф   | Бекки                          | Becky                          | Дэн Скарлетт                 |
| 1928 | ф   | Актриса                        | The Actress                    | Том Ренч                     |
| 1929 | ф   | Высокое напряжение             | High Voltage                   | детектив Дэн Иган            |
| 1930 | ф   | Что за вдова!                  | What a Widow!                  | Джерри Морган                |
| 1930 | ф   | За пределами закона            | Outside the Law                | Гарри «Пальчики» О’Делл      |
| 1931 | кор | Отважные сердца и золотые руки | Stout Hearts and Willing Hands | похожий на бармена           |
| 1931 | ф   | Взятка                         | Hush Money                     | Стив Пелтон                  |
| 1932 | ф   | Какой ты меня желаешь          | As You Desire Me               | Тони Боффи                   |
| 1933 | ф   | Она обошлась с ним нечестно    | She Done Him Wrong             | Чик Кларк                    |

### на английском языке
- Balio, Tino (1985). The American Film Industry. University of Wisconsin Press, 680 pages. ISBN 978-0-299-09873-5
- Brownlow, Kevin (1968). The Parade's Gone By... University of California Press, 577 pages, ill. ISBN 978-0-5200-3068-8
- Collins, Bill and Collins, William J. (1987). Bill Collins Presents "The Golden Years of Hollywood". South Melbourne: MacMillan, 248 pages, ill. ISBN 978-0-3334-5069-7
- Monush, Barry (2003). The Encyclopedia of Hollywood Film Actors: From the Silent Era to 1965, Volume 1. Applause Theatre & Cinema Books, 832 pages. ISBN 978-1-5578-3551-2
- Ragan, David (1976). Who’s Who in Hollywood, 1900—1976. New Rochelle, New York: Arlington House, 864 pages. ISBN 978-0-8700-0349-3

### на нидерландском языке
- Leeflang, Thomas, 100 Jaar Cinema: The Art of Hollywood, Veen Bosch en Keuning Uitgeversgroep, Baarn 1995, 447 pagina's: ill., ISBN 978-9-0246-0209-4